# 梨泰院踩踏事故
梨泰院踩踏事故（韩语：／ itaewon absa sago */?），亦稱梨泰院群眾事故、梨泰院人群推擠事故、梨泰院慘案（韩语：／ itaewon chamsa */?），為2022年10月29日發生在韓國首爾龍山區梨泰院洞梨泰院的严重群眾事故，當晚正值萬聖節前的週六，且為嚴重特殊傳染性肺炎疫情解除口罩佩戴令後的首次大型活動，大批民眾前往梨泰院參加萬聖節活動，因而導致事故發生。截至2023年1月3日，此事故已造成159人死亡、196人受傷，超越導致67人喪生的1959年釜山公立體育場踩踏事故，成為韓國迄今最嚴重的踩踏事故，此次事故為自造成304人死亡的2014年世越號事故以來韓國發生的最嚴重事故，亦為自造成502人死亡的1995年三豐百貨大樓倒塌事故以來在首爾市發生的最嚴重事故。

## 背景
梨泰院是首尔的一個观光景點和商业中心，聚集了各国驻韩国大使馆，亦鄰近2017年以前駐韓美軍及聯合國軍司令部所在地的龍山基地，包含美軍在內的各國外籍人士於當地活動歷史久遠，酒吧及俱樂部雲集，塑造了浓厚的异国文化。而梨泰院所处的梨泰院洞地区是首尔漢江以北最著名的豪宅区。每年万圣节，当地酒吧都会举行萬聖節慶祝活动。
2022年10月29日，大約有10萬人參加梨泰院酒吧所舉辦的萬聖節活動。這是自2019年萬聖節活動后因2019冠狀病毒病疫情被迫暂停2年後，該地區首次舉辦的大规模萬聖節慶祝活動。由于控制商铺营业时间、佩戴口罩、保持社交距离等疫情管控的限制措施大部分被解除，梨泰院比往年聚集了更多的人潮。根據首爾地鐵的數據，当日有13萬名乘客抵達梨泰院站，远高于2019冠狀病毒病疫情期间的同期平均每天人流量（6萬到8萬人次），也高于2019年同期的人流量（9.6萬人次）。

## 事件

### 經過

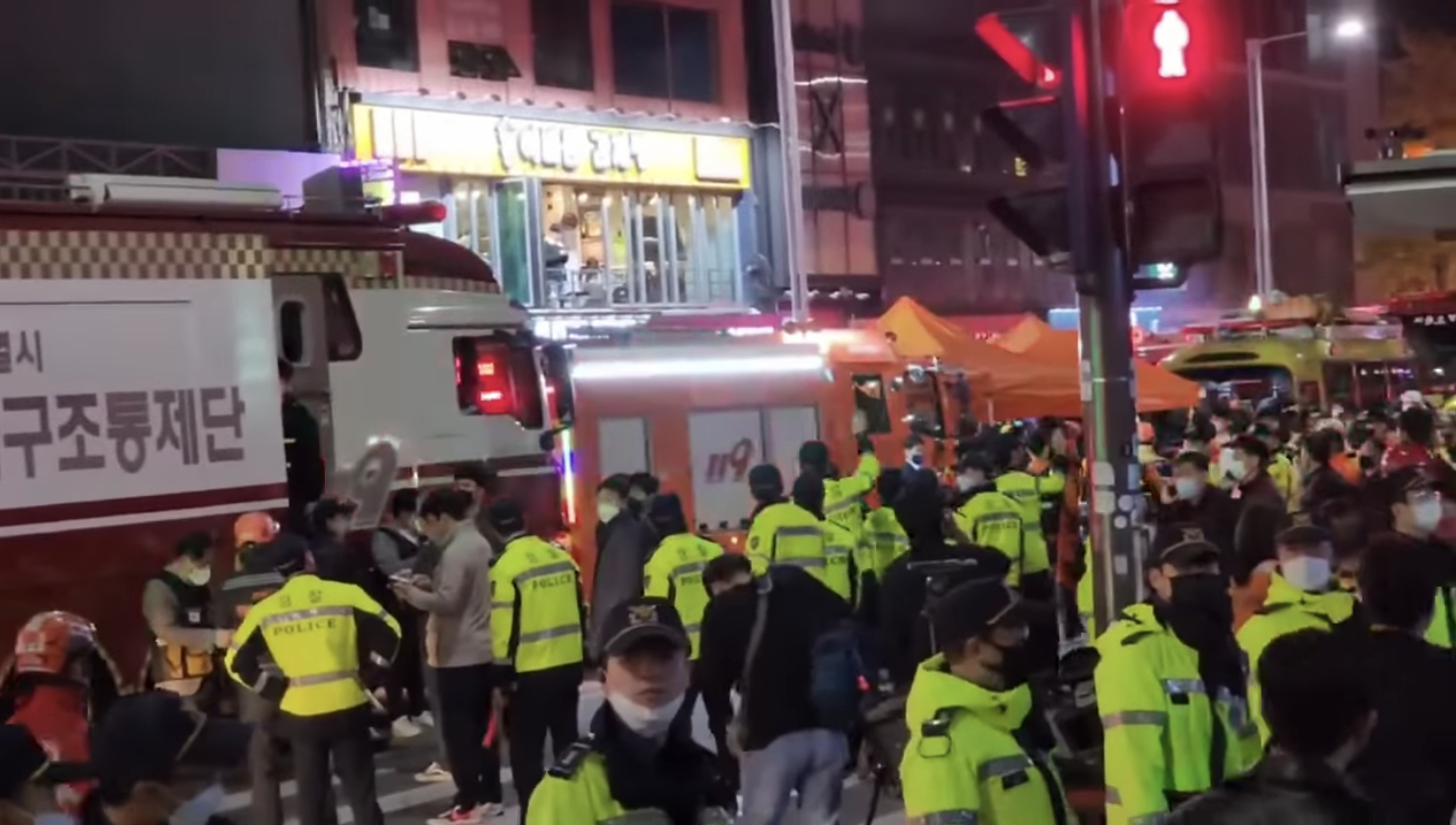
事故發生後，大批救援人員趕赴災場協助救援

骨牌效應模擬圖

事故发生於梨泰院中心地区的哈密尔顿酒店（해밀턴호텔）旁，一條长约50米、宽约4米的斜坡小巷内，因这段小巷连接了主干道梨泰院路、首爾地鐵6號線梨泰院站1號出口以及酒吧、餐廳聚集的「世界美食街」，两旁均有大量人群涌入。消防部门于2022年10月29日晚上10点15分左右开始接到有关踩踏事故的报告。有目击者称，街巷两端的酒吧顧客、夜店顾客、拍照留念的本地和各國游客、路过行人组成的人群往不同方向推挤，有人跌倒后，後方持續推擠，之後群眾就像骨牌效應般倒下。数千人被困在狭窄封闭的下坡路上。据警方称，大量伤亡集中于巷内5.7米长、3.2米宽、约18.24平方米的斜坡空间，大约300人在这个只有小单间大小的斜坡空间里挤成了6至7层。
事故發生後，梨泰院路等周邊地區陷入癱瘓，持續到翌日凌晨。至少有81個報警電話由當時在場民眾撥打，截至10月30日凌晨0时55分共接到100次左右报警。由于通信量过大，该地区的电讯和互联网服务一度中断。根據社交媒體上的相片及影像顯示，在事件發生後，現場一片混亂，首尔消防总部派遣的龙山救援队于晚上10时29分最先抵达现场，因人群密集，消防部门和警方出动后在开展援救工作方面遇到了困难，在急救人員极度紧缺的情况下，警方和普通民众也参与了心肺复苏抢救工作。有關部門向龍山區居民的手機發出緊急訊息，敦促在街上的人們立即回家。韓國消防廳表示，已在全國範圍部署了400名應急人員前往現場救治傷患。消防部門在晚上10点43分发布第一阶段应急响应，在梨泰院路上成立臨時搶救站，晚上11点13分发布第二阶段应急响应，要求梨泰院一带的营业场所立刻中断活动，在晚上11点50分升级为第三阶段应急响应，共出動848人、143台救護車前往事故現場。10月30日凌晨1時，首爾警察廳設立調查部。此外在梨泰院站附近的漢江路設立了臨時急救中心，以用於救治傷者。
10月30日凌晨1點30分，首爾大學醫院、江東慶熙大學醫院、漢陽大學醫院的救災醫療支援隊趕到現場進行緊急醫療救護。 保健福祉部還要求向首都圈急救醫療中心派遣所有災害醫療支援隊現場支援。保健福祉部長曹圭鴻則視察事故現場急救中心，確認急救患者支援狀況。

### 伤亡人数
| 國籍           | 死亡 | 受傷 | 出處   |
| -------------- | ---- | ---- | ------ |
|                | 133  | 189  |        |
| 伊朗           | 5    | 0    | [ 27 ] |
| 挪威           | 1    | 0    | [ 27 ] |
| 中华人民共和国 | 4    | 2    | [ 28 ] |
|                | 1    | 0    | [ 27 ] |
| 法國           | 1    | 0    | [ 27 ] |
| 泰國           | 1    | 0    | [ 27 ] |
| 斯里蘭卡       | 1    | 0    | [ 27 ] |
|                | 1    | 0    | [ 27 ] |
| 俄羅斯         | 4    | 0    | [ 28 ] |
| 美国           | 2    | 0    | [ 27 ] |
| 越南           | 1    | 0    | [ 27 ] |
|                | 1    | 2    | [ 29 ] |
| 奥地利         | 1    | 0    | [ 27 ] |
| 日本           | 2    | 0    | [ 30 ] |
| 印度尼西亞     | 0    | 2    | [ 31 ] |
| 马来西亚       | 0    | 1    | [ 32 ] |
| 總計           | 159  | 196  |        |

2022年10月29日晚，消防廳和行政安全部表示，該事故至少約有100人受傷，其中50人因心臟驟停而接受醫療救治。部分逝者遺體放在街上由藍色床單覆蓋，醫護人員則對失去意識的人們進行心肺復甦術。一些遺體由救護車運走。龍山消防署表示，隨著更多死傷者送往全市醫院，死亡人數可能會攀升。已有74名死者已送往醫院，46名死者仍留在街上。
截至2022年11月14日，韓國政府證實死亡人數達158人，196人受傷，其中31人重傷，死者多數为年轻人，包括56位男性、102位女性。在知名人士中，曾参与韩国节目《PRODUCE 101 第二季》的韩国歌手兼演員李智漢證實在事故中遇难。韓國職棒起亞虎啦啦隊前隊長金有娜、日本北海道根室市市議員富川步之女、模特兒富川芽生、美國眾議院議員布拉德·文斯特普的外甥女安妮·瑪莉·吉斯奇也在此次意外中喪生。韩国教育部称此次意外造成1名中学生和5名高中生死亡；韓國國防部則表示有3名韓國國軍所屬軍人或軍務員在事故中死亡、4人受傷。外籍遇难者26人，分別來自伊朗、中华人民共和国、俄罗斯、日本、美国、法国、泰国、越南、澳大利亚、奥地利、挪威、斯里兰卡、哈萨克斯坦和乌兹别克斯坦等国家。赴事故现场救治的专家将大多数遇难者的死因归结为窒息及二次踩踏造成的创伤性心脏骤停。
12月13日，韩国警方表示，梨泰院踩踏事故中幸存下来的一名青少年被发现死于自杀。自殺者在事故当晚与朋友一起前往梨泰院，朋友身亡，其本人因受伤接受了治疗。2023年1月3日，南韓政府公布，認為該名青少年的死亡與慘劇有直接因果關係，正式將該青少年列為遇難者，因此整體意外事故死亡人數增至159人。 

### 事故调查

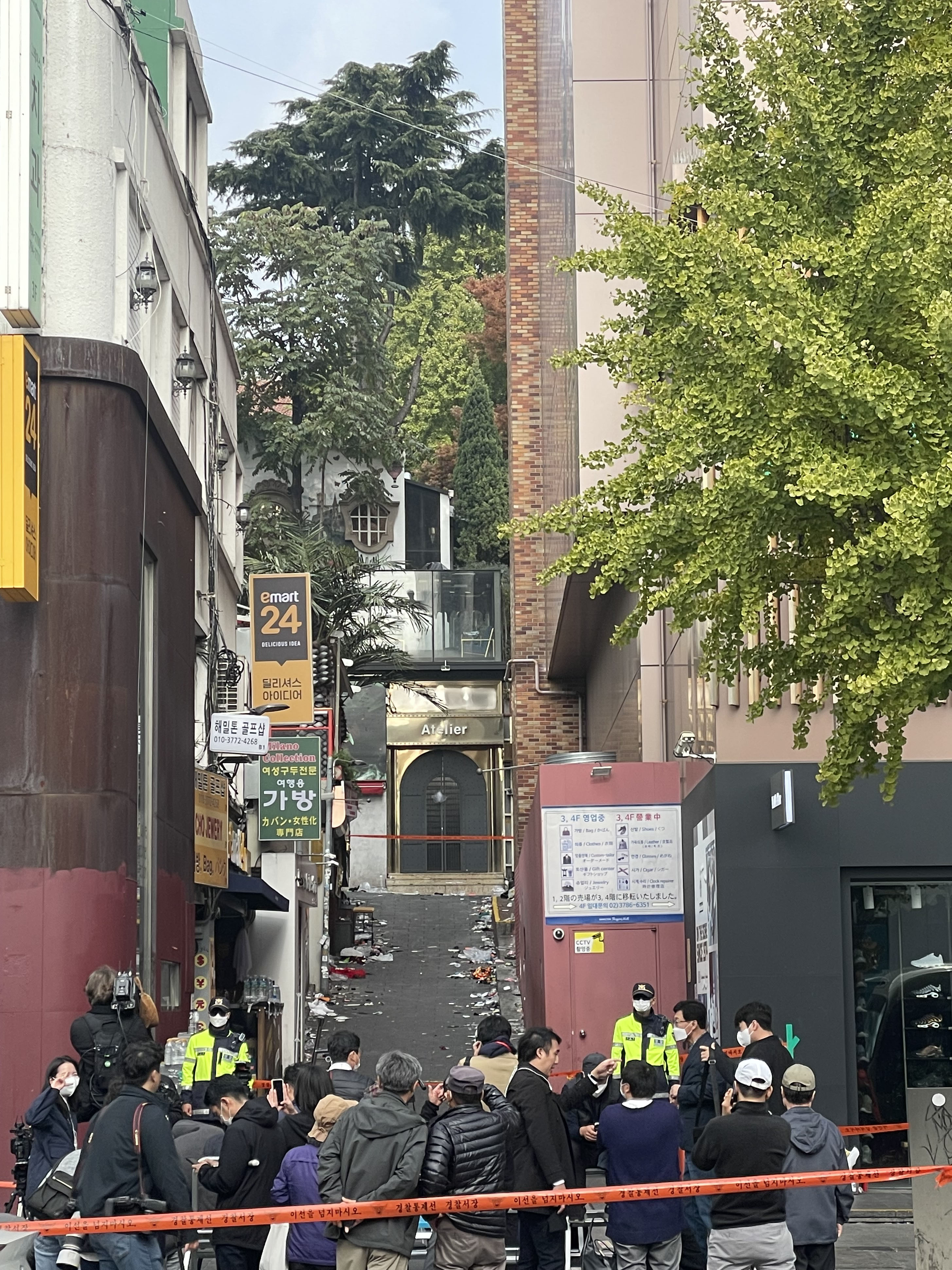
事發地點的狹窄巷弄，已由警方封鎖，攝於2022年11月1日

隨著媒體報導以及調查報告進展，社會上對於「怎麼可能發生這麼離譜的事件」的悲傷和困惑，逐漸轉為不可置信的憤怒。在事故发生前同月的15日及16日，当地曾順利举行逾百万人次参与的「梨泰院地球村節」，由于该活动为明確主辦申請單位的官方活動，故需遞交申請周密的人群控管计划，而梨泰院萬聖節庆典只是周邊商家的自發性「商業活動」，不受舉辦大型有組織活動時強制需要的限制，結果出現了人群控管、安全督导缺位的情況。此外，在確定現場發生死傷事故後，並沒有及時調整梨泰院站的地鐵停靠節奏，讓不知情的市民持續進入商圈；警方等到第一通報案的100分鐘以後才準備下令「梨泰院清場」，禁止非救災車輛進入；甚至是救災三級開設及首爾全區啟動大量傷患機制後，重症傷患卻沒有分流，仍被過度集中送往急診爆滿的單一醫院。另外，事发地附近的汉密尔顿酒店搭建的违章建筑也被指妨碍了人流的通行。
面对防范踩踏事故不力的批评，韩国警方表示“已预料到相当多的人员聚集梨泰院，但未料人潮涌来酿成大规模伤亡事故”。警方强调事发当天在梨泰院部署了137名警力，远多于2017年至2019年各年份部署的37到90人。韩国警察厅厅长尹熙根承认警方在日前发生的首尔梨泰院踩踏事故中处置不力，并向国民致歉，将成立独立特别机构，透明严正地查明事故真相。在事发三天前，龙山警察署112状况室曾制作警告安全事故危险的报告书，龙山警察署情报科的报告中也包含“由于聚集超出预想的人群，有可能发生安全事故”的内容，但并没有引起警方重视。据11月1日公布的电话记录显示，从梨泰院踩踏事故发生4小时前至事故发生，警方共接到11个告知危险情况的报警电话，在当地时间18点34分，已經有民眾反映梨泰院「可能出現壓死人」的情況，但仅出动4次将现场人群疏散，其余的只进行了电话引导，还有6次则以“现场已有警员出动”为由未采取任何措施。
11月2日，韩国警察厅特別搜查本部对首尔警察厅、龙山警察署、龙山区政府、首尔消防灾难本部首尔综合防灾中心、龙山消防署、首尔交通公社、茶山呼叫中心进行开展强制搜查，随后，对首尔龙山警察署4名警察、14名附近营业场所有关人士、67名目击者和伤员共85人进行调查，分析事发现场附近144台监控的画面，以梳理事发现场，龍山警察署署長李林宰、首尔厅112状况管理官柳美珍已被停职。警方以涉嫌业务过失致人伤亡为由对李林宰、柳美珍以及龙山警察署情报科科长和股长、龙山区厅长朴熙英、龙山消防署长崔成范6人进行立案。龙山区厅长朴熙英及因非法扩建嫌疑被调查的汉密尔顿酒店代表被限制出境。11月11日，被立案调查的前首尔龙山警察署情报科股长被发现在家中身亡，其涉嫌不当删除梨泰院踩踏事故相关报告，且向同事暗示自盡可能性。
12月24日，首爾西部地方法院簽發逮捕令，逮捕龍山警察署前署長李林宰及龍山警察署112警情室前室長宋丙周。法院認定2人在逮捕必要性審查中認定中有相當大的犯罪嫌疑，而且有毀滅證據之虞，經綜合考慮各項證據和羈押審查結果後，決定簽發逮捕證。
2023年1月13日，韓國警方調查工作結束，確認梨泰院踩踏事故這是一場「人為」災難，並將23名地方官員移交檢方。
韓國首爾西部地方檢察廳刑事5部召開搜查審議委員會後，於2024年1月19日決定依業務上過失致死傷的罪嫌，將60歲的首爾警察廳長金廣鎬以不拘留起訴，原因是檢方認為金廣鎬明知萬聖節慶祝派對當天可能會讓梨泰院湧入大批人潮，卻未能適當配置警力、且未能適時採取指揮與督導等措施。另外認為指揮救災不力的時任龍山消防署署長崔成範（音譯）則是不起訴。目前金廣鎬是因梨泰院踩踏悲劇而遭到調查的韓國警界高層中的最高幹部，隨著檢方決定起訴金廣鎬，未來金廣鎬恐將被解職。

### 法庭判決
2024年9月30日，首爾地方法院做出一審判決，判决指出龍山警察署前署長李林宰當時已能預見梨泰院因大量人潮聚集，可能導致行人在狹窄斜坡發生踩踏事故，嚴重威脅生命安全，卻未及時採取疏散管制等必要措施，才釀成慘重傷亡，判處李林宰3年有期徒刑。偽證罪部分則因證據不足判決無罪。前龍山警察署112狀況處長宋丙周（Song Byeong-ju）和112狀況小組長朴某，法院分別判處2年和1年徒刑，後者緩刑2年。另外2名被控協助李林宰事後造假的警官鄭賢佑（Jeong Hyeon-woo）和崔某，也因證據不足獲判無罪。
2024年10月17日，韩国首尔西部地方法院裁定因涉嫌在梨泰院踩踏事故中应对不力而被起诉的前首尔警察厅厅长金廣鎬无罪。

### 對應及后续改革

#### 韓國政府
韓國總統尹锡悦于2022年10月30日凌晨召开紧急状况检查会议，立即啟動中央灾难安全对策本部並指示以国务总理韓惪洙为中央灾难安全对策本部部长，中央灾难安全对策本部為期33天。
同日上午，尹锡悦前往事發地點視察，並對踩踏事故發表全國談話，宣布即日起至事件告一段落為止，韓國將進入哀悼期。尹錫悅表示，「希望逝者能夠安息，傷者能儘速恢復，並且也對於失去寶貴親人生命而悲痛的家屬表達深切慰問。」此外，尹錫悅也稱「將徹底調查事故原因，並從根本上改善問題以免憾事再度發生」。
10月31日，尹锡悦和夫人金建希前往首尔广场的“梨泰院事故死亡者聯合焚香所”吊唁罹難者。11月1日，尹锡悦再次前往事故现场，在龙山区绿莎坪站广场的踩踏事故集体焚香所吊唁。
11月2-5日，尹锡悦每天均前往首尔广场的“梨泰院事故死亡者聯合焚香所”献花、焚香并默哀。
11月4日，尹锡悦在首尔曹溪寺出席“梨泰院惨剧遇难者追悼慰灵法会”时，首次就梨泰院踩踏事故公开道歉，表示“作为应对国民的生命安全负责的总统，深感悲痛和歉疚，我和政府负有防止此类悲剧重演的重责”，将全力以赴做好事故的善后处置工作。
11月7日，国务总理韩悳洙就梨泰院踩踏事故向国民和受害外国人公开道歉，并承诺将改善相关制度以防类似事故再次发生；总统尹锡悦在国家安全系统检查会议上再次向国民作出道歉，表示“对于遭遇这场无可言说的悲剧的遇难者遗属，以及共同陷入痛苦和悲伤之中的国民感到歉疚”，针对警察系统作出严厉批评，并称“警察业务需要大规模改革，将对应负责任的人严正追究责任”。
韩国政府向遇难者遗属表示深切慰问，宣布2022年10月30日起至11月5日24时为全国哀悼期。所有政府部門、公家机关和驻外使領館在全国哀悼期间降半旗，公务员及公共机关职员胸前佩戴丝带致哀。韩国政府宣布将龙山区划为「特别灾难地区」，为遇难者遗属和伤者提供必要援助。10月31日，韩国政府发布踩踏事故伤亡人员补助方案，向每位遇难者支付最高1500万韩元的治丧费用，向遗属发放2000万韩元抚慰金，伤者可获得500~1000万韩元不等的抚慰金，治疗费用将由国家医保财政垫付，此外，政府还将为伤者家属、外籍伤者以及在救援过程中受伤的人员提供心理治疗援助，同时呼吁民众克制在“网络和社交媒体转发对伤亡者的厌恶言论、虚假信息和事故当时的刺激性场面”的行为。哀悼期结束后，韩国政府在总理室下设立“梨泰院事故一站式支援服务中心”，为梨泰院踩踏事故伤亡人员和其家属提供援助。该中心于11月10日起正式投入运行。
韩国正义党、共同民主党和国民力量党亦宣布暂停一切政治议程和活动。在全国哀悼期间，韩国执政党和反对党取消所有计划在近期举行的政治相关活动，并敦促议员们暂时避免不必要的公开或私人聚会。
针对梨泰院踩踏事故，韩国政府表示将以此次事故为反面教材，制定包括基于科学分析的人群管理方案在内的国家安全系统改革方案，制定综合对策改革112报警电话应对体系，从11月2日起成立“预防人潮拥挤事故安全工作组”，制定无主办方的群众密集活动和庆典活动的安全管理改善方案，从11月3日起对预计每小时聚集人数超过一万人的大规模庆典活动实施“政府联合安全管理检查”。执政党国民力量党提交《灾难及安全管理基本法》修正案， 以弥补法律漏洞，允许地方自治团体长与警方和消防单位合作，对大量人群聚集活动的安全管理事项采取必要的措施。韩国中小学将加强在人群密集场所的安全教育，增加心肺复苏术等培训内容。
2022年12月11日，行政安全部长官李祥敏因梨泰院事故被韩国国会罢免。但在2023年7月25日，韓國憲法法院9名法官一致判決駁回國會彈劾案，李祥敏復職。此事引起遇難者遺屬和保守派人士在法院外發生衝突，但雙方被現場的警察阻止。

#### 首尔市政廳

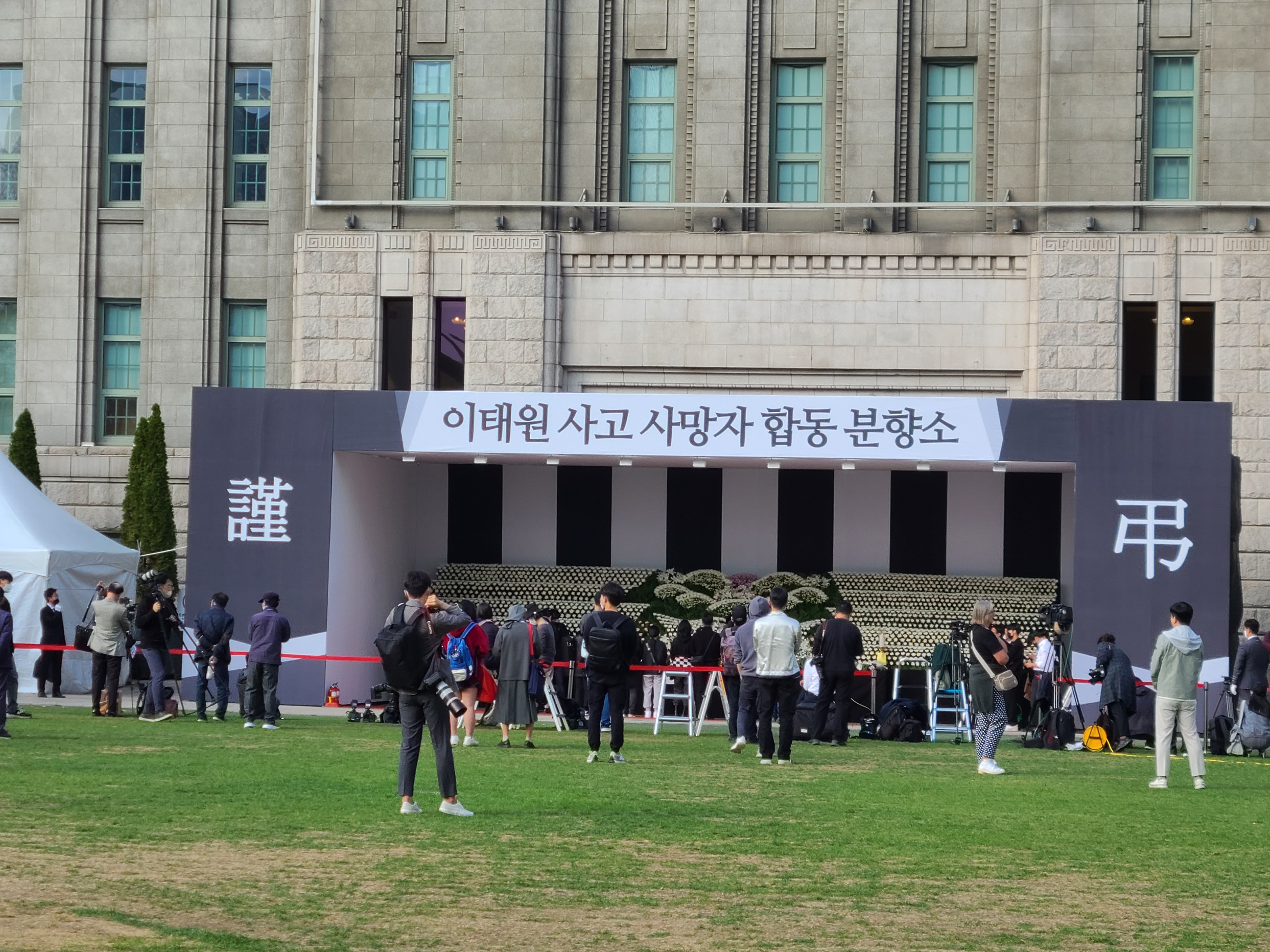
位於首爾廣場的「梨泰院事故死亡者聯合焚香所」

正在歐洲進行交流訪問的首爾市長吳世勳在接獲通報後停止一切行程紧急回国，2022年10月30日下午5时40分到达事故现场了解善后工作。首尔市立即启动了梨泰院事故相关灾难安全对策本部，启动紧急医疗应对体系，在附近的汉南洞居民中心设立“失踪人员受害接收中心”。首尔市从10月30日起至11月5日在市区各地设立吊唁堂，在首尔广场设立“梨泰院事故死亡者聯合焚香所”，悼念梨泰院踩踏事故遇难者。与此同时，首尔市当局决定向遗属和所有普通市民提供心理支援服务，市民可通过预约，在200余家心理专业医疗机构接受心理检查。
10月31日晚，警方還在首爾龍山區元曉路多功能體育館开设了24小时失物招领处，计划运营至11月6日。
11月1日，吳世勳召开记者会，就梨泰院踩踏事故正式道歉，表示“作为为市民生命和安全负责的首尔市长，对此次事故负有无限责任，在此向市民深表歉意”。截至11月5日晚10时，近12万人次前往设于首尔广场和首尔市25个区的吊唁堂吊唁梨泰院踩踏事故遇难者。
為防止再有踩踏事故發生，2023年4月6日，首爾警察廳防暴隊在其機動總部舉行人群管理訓練演習。模擬類似梨泰院的小巷發生事故時的應對，由地鐵不停站；現場警察鳴哨控制；特種部隊被派到隔壁樓頂，放下網子和繩梯，營救被困在裡面的人等演練。警方計劃進一步開展反映專家意見的模擬訓練，然後將其擴大到全國範圍。

#### 商界
事故发生后，梨泰院一带的商铺决定暫停营业，首尔两大主题公园爱宝乐园和乐天世界立即宣布取消正在举行的万圣节游园活动，並宣布將重新檢查公園安全系統的政策。乐天百货、易买得等大型百货商场、CU、GS25等便利店以及韓國星巴克取消了萬聖節促銷活动和主題商品的銷售。

#### 文化体育界
多项进行中的大型文化演艺活动和演出庆典均紧急取消。SM娱乐则于深夜发表公告，宣布原定于翌日在网上直播的“SMTOWN WONDERLAND 2022”万圣节变装派对取消。
韩国各大电视台暂停旗下综艺娱乐节目播放，《Running Man》、《全知干預視角：特別篇》、《人氣歌謠》、《兩天一夜》等綜藝節目停播。
釜山亞洲音樂節宣布取消原定於10月30日晚在釜山亞運會主競技場舉行的K-POP演唱會。
原定在日本舉行演唱會的韓國歌手金在中宣佈取消演出。
而在韓國原定舉行演唱會的歌手張允瀞、朴永卓、洪真英也都以沈重心情向歌迷宣布取消活動，為亡者哀悼。
2022年职业棒球韓國大賽前四場取消開球儀式、啦啦隊應援，參與球員與裁判佩戴黑絲帶，表达對包含曾任韓國職棒LG雙子啦啦隊長的金有娜在內的罹難者的哀悼。大韓蹴球協會取消原计划于2022年卡塔尔世界杯期间在光化门广场进行的街头球迷狂欢活动。

## 国际反应
加拿大
- 總理賈斯汀·杜魯多代表加拿大人民向韓國人民致以最深切慰問[104]。

歐洲聯盟
- 歐盟外交和安全政策高级代表何塞普·博雷利表示，对于在首尔中心地区发生的悲惨事件深表悲痛，而歐盟在这艰难的时刻乃与韩国国民同在。[105]

法國
- 总统当晚用韩语发推文，向韩国民众表达深切慰问，并表示“法国与你们同在”[106]。

英國
- 國王查理斯三世及卡米拉王后、威爾斯親王威廉及威爾斯王妃嘉芙蓮亦向遇難者及其家屬致哀，並向傷者祈禱，希望他們早日康復。[107]
- 首相發推文稱：「在這個非常讓人痛心的時刻，我們的心與所有韓國人同在」[108]。

德國
- 總理奥拉夫·朔尔茨發推文稱：「首爾的悲慘事件讓我們所有人感到震驚。我們的想法與眾多受害者及其家人同在，這對韓國來說是悲傷的一天。德國站在他們一邊」[109]。
- 外交部長安娜琳娜·貝伯克亦向遇難者致哀，並向其家屬致以最深切慰問。[110]
- 事故發生後在韩国外訪的总统施泰因迈尔11月4日前往梨泰院地铁站追悼点悼念遇难者[111]。

日本
- 內閣總理大臣岸田文雄發推文稱：「我對失去許多寶貴的生命深感震驚和悲痛，其中包括前途光明的年輕人。我們表示哀悼，並祈禱傷者早日康復。」[112]岸田文雄通过外务省向韩国首尔梨泰院踩踏事故遇难者表示哀悼，“我谨代表日本政府和国民，向事故遇难者致以由衷的哀悼，向遗属表示深切慰问，祝愿伤者早日康复。如此艰难时刻，日本愿与韩国政府和国民团结合作。”
- 外务大臣林芳正亦表示梨泰院踩踏事故造成大量人员伤亡令人痛心，并向遇难者致哀，向遗属表示慰问[113]。
- 出席韩日议员交流活动的日本议员代表团到访韩国后，首先前往梨泰院踩踏事故遇难者联合焚香所哀悼[114]。以韩日合作委员会主席身份访韩的日本前首相麻生太郎，赴首尔广场的集体焚香所吊唁遇难者[115]。
- 受此事件影响，警視廳对同期东京澀谷举办的万圣节活动加强警戒，防止有人摔倒，并提醒不要在道路中间停留[116]。

意大利
- 總理佐治亞·梅洛尼發推文致哀，並表示意大利人民與遇難者及其家屬同在。[110]

中華人民共和國
- 國家主席習近平向韓國總統尹錫悅發慰問電，他表示，「（我）惊悉韩国首都首尔发生踩踏事故，造成重大人员伤亡。我代表中国政府和中国人民，对遇难者表示深切的哀悼，向遇难者家属和伤者致以诚挚的慰问。此次事故造成数名中国公民不幸伤亡，希望韩方尽一切努力予以救治并做好善后。」
- 國務院總理李克強亦向韩国国务总理韓惪洙致慰问电。[117]
- 中華人民共和國驻韩大使邢海明向韩国外交部长朴振致慰问信[118]，并于10月31日亲临香堂吊唁遇难者，向遇难者献花[119]。中国驻韩大使馆則提醒在韩中国公民加强安全防范，避免前往人员密集场所，并针对“毒品糖果”传言提醒在韩中国居民不轻易接受陌生人提供的饮食[120]。

香港
- 行政長官李家超在社交網站以中、英文發貼文，表示「韓國首爾發生的慘劇令人痛心，我對事件中的死者表示沉痛哀悼，並對他們的家屬致以深切慰問，祝願所有傷者早日康復」。另外，他亦表示政府已關注事件，保安局將密切留意事件發展，並了解是否有香港居民就此求助，以提供支援。其後，保安局局長鄧炳強向事故中的死者表示深切哀悼及向其家人致以深切慰問，並祝願傷者早日康復[121]。

俄羅斯
- 总统透过克里姆林宫外交电讯就首尔踩踏事件中的死亡事件向韩国总统尹锡悦表示哀悼[122]。

新加坡
- 總理李顯龍代表新加坡政府向韓國總統尹錫悅發信哀悼遇難者及向其家屬致以最深切慰問，亦對不少年輕人遇難感到痛心，並表示在這艱難時刻新加坡乃與所有韓國人民同在。[123]
- 總統哈莉瑪·雅各布形容是次事故乃一宗悲劇，表示難以想像遇難者家屬和朋友所經歷的創傷和悲傷，並指在這艱難的時刻，其思念和祈禱與韓國人民同在，亦希望所有傷者能早日康復。[110]

中華民國
- 總統蔡英文指示外交部代表中華民國向韓國政府表達對受難者家屬、韓國政府與人民的誠摯哀悼及慰問，蔡英文亦以韓語在推特上發推文向南韓民眾表示慰問。
- 副總統賴清德也在推特上向在首爾不幸罹難的民眾及家屬表達值此傷痛時刻，臺灣與韓國同在[124][125][126]。

美國
- 總統透過白宮網站發文表示深切哀悼，表示在當今韓美關係最緊密聯繫時刻，將力挺韓國救難。國務卿安東尼·布林肯與总统国家安全事务助理傑克·蘇利文亦透過推文表示哀悼並準備好向韓國提供支援。[127]
- 美國駐韓大使菲利普·戈德堡透過推特表示哀悼，全體美國駐韓大使館人員與韓國人民同在，尤其是逝者以及傷者親友。而大使館也下半旗致哀。[128]
- 駐韓美軍發言人衛斯理·海耶斯（Wesley Hayes）表示，事故發生當時正有美軍憲兵在梨泰院與韓國警察聯合執勤，並協助執行人潮管制和現場急救。[11]

烏克蘭
- 总统在推特发文向韩国人民和总统尹锡悦致以最深切的哀悼，并衷心祝愿遇难者早日康复。外交部长德米特罗·库列巴也在推特上表示，虽然乌克兰也正在受苦，但对首尔的悲剧致以最深切的哀悼[129]。

馬來西亞
- 時任首相依斯邁沙比里發推文，代表馬來西亞政府及人民向韓國人民致哀，並向遇難者及其家屬祈禱。[130]

梵蒂岡
- 教宗方濟各於10月30日向所有遇難者及傷者，特別是年輕人祈禱。[131]

挪威
- 外交大臣安妮肯·维特费尔特（英语：Anniken Huitfeldt）表示對事件感到震驚及悲痛，並向遇難者致哀，及向其親友致以最深切慰問。[132]

印度
- 外交部長蘇濟生發推文稱，對事故中有大量年輕人喪生感到震驚及悲痛，並向遇難者致哀，及向其家屬致以最深切慰問，表示印度與韓國人民同在。[133]

印尼
- 總統佐科·維多多發推文稱向遇難者致哀，及向其家屬致以最深切慰問，並祝願傷者早日康復。[134]

波蘭
- 總統安傑伊·杜達、總理馬特烏什·莫拉維茨基、副總理亚采克·萨辛（英语：Jacek Sasin）及外交部長饒兀均發推文稱向遇難者致哀，並向其家屬致以最深切慰問。[135]

愛爾蘭
- 總理表示對事故造成嚴重人命傷亡感到震驚及悲痛，向遇難者致哀，並向其家屬及親友致以最深切慰問。[136]

泰國
- 首相表示向遇難者致哀，並已指示政府有關部門向受事件影響的泰國人民提供一切所須協助。[137]

越南
- 國家主席阮春福向韓國總統尹錫悅對遇難者致哀，並向遇難者及傷者家屬致以最深切慰問。[138]

阿聯酋
- 總統穆罕默德·本·扎耶德·阿勒納哈揚、副總統兼總理穆罕默德·本·拉希德·阿勒馬克圖姆均向韓國總統尹錫悅對遇難者致哀，並希望傷者早日康復。[139]

沙地阿拉伯
- 沙地阿拉伯駐韓大使館（朝鲜语：주한 사우디아라비아 대사관）發推文稱，對韓國政府及人民向事故及遇難者致哀，並對遇難者家屬致以深切慰問。[139]

孟加拉
- 總理謝赫·哈西娜向韓國總理韓惪洙發信，對遇難者致哀，向遇難者及傷者家屬致以最深切慰問，並希望傷者早日康復，表示在此艱難時刻孟加拉與韓國人民同在。[140]

菲律賓
- 菲律賓駐韓大使館（朝鲜语：주한 필리핀 대사관）發信，對韓國政府及人民向事故及遇難者致哀，並對遇難者家屬致以深切慰問，亦感謝首爾地方當局向受影響的菲律賓國民提供一切必要援助。[141]

伊朗
- 外交部發言人納賽爾·卡納尼表示，對遇難者致哀，向遇難者及傷者家屬致以最深切慰問，並希望首爾有關當局能盡快完成辨認遇難者身分。[142]

## 爭議
- 英国《独立报》在Twitter上报道此事件时，误将事故发生地写为香港，随后该报道遭到香港网民以及《中国日报》欧盟分社社长陈卫华的嘲讽。而《独立报》则在该错误报道发布的13小时后才在Twitter上删除[143][144]。
- 韩国行政安全部长李祥敏在10月31日的记者会曾表示“这（事故）不是通过人力调配就能解决的问题”，遭到执政党和在野党的一致批判，国民力量党领导层翌日发布立场称“这一发言不当”[145]。11月1日，李祥敏表示“国家对国民的安全负有无限责任”，作为事故主管部门的首长向国民致歉[146]。
- 韩国国务总理韩德洙在11月1日外媒记者会上回答美国记者提问时，同声传译设备出现故障。在总理秘書室（朝鲜语：대한민국 국무총리비서실）的翻译人员用英语向在场记者道歉时，韩德洙对此翻译人员用韩语开玩笑说：“那么（翻译设备）听得这么不清楚，负责翻译工作的人自始至终的责任到底又是什么呢？”另有多家媒体发现，韩德洙在记者会中时不时露出笑容。韩德洙在记者会上的表现在韩国国内引发争议。对此，韩国总理办公室于次日发布公文，就引发相关争议道歉，并对总理相关发言进行解释[147]。
- 據《韓國日報》報導，此事件發生後，韓國多所學校出現了模仿此次事件的“遊戲”，引起了韓國社會廣泛批評。學生家長斥責這種行為根本是在受害者傷口撒鹽，要求政府與校方做出應對。隨後韓國多所學校收到指示，將對學生們進行安全教育[148]。
- 据《東亞日報》的报道，2022年11月16日，联合国大会通过谴责朝鲜涉及韩国西海公务员遭朝枪杀案和强制遣返脱北渔民的人权问题的朝鲜人权决议。作为回应，朝鲜驻联合国大使金成提到梨泰院踩踏事故，并批评韩国政府由于缺乏国内治国能力，引发了人祸，出现史无前例的踩踏事故。韩国驻联合国代表团副大使裴钟仁则谴责朝鲜的理由是「荒谬」和「显示出朝鲜是多么地无视人权」，并批评朝鲜政府在国际社会为梨泰院灾难的遇难者哀悼的情况下仍不停止发射导弹挑衅[149]。

## 韓國媒體評論
- 《中央日报》在社论中称韩国警方不仅没有切实采取措施防止大规模人员伤亡，还试图删除梨泰院事故报告并要求缄口，行为“荒唐”“令人难以置信”，要求彻查那些对国民安全负有责任的机关及公职人员[150]。
- 《朝鮮日報》指悲剧性的惨案被作為“政治斗争工具”[151]，并批评韩国警方反应迟缓，要求警察、政府和首尔市层面应该展开严格调查，将此事作为检查整个社会安全系统的契机[152]。
- 《东亚日报》称“应对预防灾难的系统和负责人都睡着了”，点名行政安全部部长李祥敏“应该被解职”，警察厅厅长尹熙根“也要下台”[153]，要求警方要彻底调查无视手册中预防守则的经过和现场应对迟缓的原因，必须出台高强度的革新政策[154]。
- 《韩民族日报》批评韩国警察、中央政府和地方政府在此次事故中缺乏安全对策，表示此次事故完全可以挽救，但政府和警察数次错过黄金救援时间，属于无能的表现[155]。

## 民間影響
踩踏事故發生後，韓國人提高了對心肺復甦術（CPR）甚至是自动体外除颤器（AED）學習的興趣。網路上湧現大批詢問或分享如何CPR的資訊，南韓CPR協會網站的流量在事故後，大增了4倍。

## 腳註

## 外部連結
- 维基共享资源上的相關多媒體資源：梨泰院踩踏事故